# Windpark Mwenga
Windpark Mwenga ist ein kleiner Windpark im Distrikt Mufindi in Tansania. Es ist der erste Windpark, der in Tansania in Betrieb ging.

## Standort
Der Windpark Mwenga liegt im Kihansi-Becken nahe dem Dorf Usokami in der Region Singida. Der Standort wurde gewählt, da es hier hohe Windgeschwindigkeiten gibt und ein naher Netzanschluss vorhanden war. Der Wind ist besonders in der Trockenzeit stark, damit kann der Windpark den Rückgang der Stromerzeugung eines Wasserkraftwerks ausgleichen.
Zusammen mit diesem Wasserkraftwerk werden 32 Dörfer mit mehr als 4500 Haushalten und energie-intensiven Verbrauchern, wie Teeverarbeitungsbetrieben und Sägewerken, versorgt.

## Technik
Installiert sind drei 800-kW-Windturbinen vom Typ E-53 der deutschen Firma Enercon. Wegen des unwegsamen Geländes und schlechter Straßen konnten nur kleine Windräder verwendet werden. Der Anschluss erfolgte an das bestehende lokale Stromnetz, das bereits von einem 4-MW-Wasserkraftwerk gespeist wurde.

## Finanzierung
Die Finanzierung ermöglichte ein Darlehen von 1,2 Millionen US-Dollar der Renewable Energy Performance Platform (REPP), die diese von Camco Clean Energy erhielt. REPP wurde ursprünglich von der UNO initiiert und fördert kleine und mittelgroße Projekte bis 25 MW. Mit dem britischen Ministerium für Unternehmens-, Energie- und Industriestrategie als einzigem Geldgeber von REPP war Großbritannien stark an der Entwicklung des Projektes beteiligt.

## Eigentümer
Auftraggeber für das Projekt war Mwenga Hydro Ltd.